# 福建省泰寧第一中學
福建省泰寧第一中學，簡稱泰宁一中，是中國福建省三明市泰寧縣的一所完全中學。前身為泰宁縣立初級中學，始建於1926年。1996年被確認為省二級達標學校；2006年改為高級中學；2009年被確認為省一級達標高中。
目前泰寧一中座落在泰寧縣城內，校園佔地面積76畝，校舍建築面積37741.00㎡，綠地面積5609㎡。
學校目前有教學班級45個，在校生2047人。學校共有195名教職員工，正高級教師1名，高級教師51名，研究生學歷6名，省優秀教師4名，省五一勞動獎章獲得者1名，省優秀班主任2名，省學科帶頭人1名，省名師培養對象1名，省學科帶頭人培養對象1名，市學科帶頭人5名，市骨干教師21名。